# 발레델란젤로
발레델란젤로(이탈리아어: Valle dell'Angelo)는 이탈리아 캄파니아주 살레르노도 아말피 근처에 있는 코무네이다. 도시 이름의 뜻은 천사의 계곡이라는 뜻이다.